# Cyclopia buxifolia
Cyclopia buxifolia là một loài thực vật có hoa trong họ Đậu. Loài này được (Burm.f.) Kies miêu tả khoa học đầu tiên.